# Campionat britànic de motocròs 1960
La temporada de 1960 del Campionat britànic de motocròs, anomenat a l'època ACU Scramble Drivers' Star, fou la 9a edició d'aquest campionat, organitzat per l'ACU. Si fins aleshores el campionat s'havia restringit a una sola cilindrada, 500cc, d'ençà d'aquesta temporada es disputà en dues, ja que s'introduí també la dels 250cc.

## Classificació final

### 500cc
| Posició | Pilot          | Motocicleta | Punts |
| ------- | -------------- | ----------- | ----- |
| 1       | Jeff Smith     | BSA         | 28    |
| 2       | John Burton    | BSA         | 20    |
| 2       | Don Rickman    | Metisse     | 20    |
| 4       | Dave Curtis    | Matchless   | 10    |
| 5       | Brian Martin   | BSA         | 8     |
| 6       | John Draper    | BSA         | 6     |
| 7       | Arthur Lampkin | BSA         | 6     |
| 8       | John Stallard  | Triumph     | 4     |
| 9       | Derek Rickman  | Metisse     | 3     |
| 10      | Vic Eastwood   | BSA         | 3     |

1. ↑  John Burton i Don Rickman empataren a punts en la segona posició

### 250cc
| Posició | Pilot          | Motocicleta | Punts |
| ------- | -------------- | ----------- | ----- |
| 1       | Dave Bickers   | Greeves     | 32    |
| 2       | Alan Clough    | Dot         | 12    |
| 3       | Joe Johnson    | Greeves     | 9     |
| 4       | Arthur Lampkin | BSA         | 8     |
| 5       | Norman Crooks  | Greeves     | 6     |
| 6       | Ken Sedgley    | Greeves     | 6     |
| 7       | Jeff Smith     | BSA         | 6     |
| 8       | John Clayton   | Greeves     | 4     |
| 9       | Will reynolds  | Dot         | 4     |
| 10      | Ken Snell      | Matchless   | 4     |